# مارك لامب
مارك لامب هو لاعب هوكي الجليد كندي، ولد في 3 أغسطس 1964 في سويفت كورنت في كندا.

## وصلات خارجية
- مارك لامب على موقع دوري الهوكي الوطني (الإنجليزية)
- مارك لامب على موقع قاعة مشاهير الهوكي (لاعب أن.إتش.أل) (الإنجليزية)
- مارك لامب على موقع EliteProspects.com (الإنجليزية)
- مارك لامب على موقع HockeyDB.com (الإنجليزية)
- مارك لامب على موقع Hockey-Reference.com (الإنجليزية)